# Distretto di Panare
Il distretto di Panare (in thailandese: ปะนาเระ) è un distretto (amphoe) della Thailandia, situato nella provincia di Pattani.